# Luca Tarigo (destroyer)
Le Luca Tarigo (fanion « TA ») était un destroyer italien de la classe Navigatori lancé en 1929 pour la Marine royale italienne (en italien : Regia Marina). 

## Conception et description
Commandés en 1926, ces navires ont été construits pour la Regia Marina en réponse aux grands contre-torpilleurs des classes Jaguar et Guépard construits pour la Marine française. Ces navires étaient nettement plus grands que les autres destroyers italiens contemporains et étaient initialement classés comme croiseur éclaireur, la reconnaissance aérienne prenant alors de l'ampleur. Ils ont été reclassés dans la catégorie des destroyers en 1938.
Les navires de la classe Navigatori avaient une longueur totale de 107,3 mètres, une largeur de 10,2 mètres et un tirant d'eau moyen de 3,5 mètres. Ils déplaçaient 1 900 tonnes à charge normale et 2 580 tonnes à charge profonde. Leur effectif en temps de guerre était de 222-225 officiers et hommes de troupe.
Les Navigatori étaient propulsés par deux turbines à vapeur Belluzzo, chacune entraînant un arbre d'hélice et utilisant la vapeur fournie par quatre chaudières Yarrow. Les turbines étaient conçues pour produire 55 000 chevaux-vapeur (41 000 kW) et une vitesse de 32 nœuds (59 km/h) en service, bien que les navires aient atteint des vitesses de 38-41 nœuds (70-76 km/h) pendant leurs essais en mer alors qu'ils étaient légèrement chargés.Ils transportaient suffisamment de mazout qui devait leur donner une autonomie de 3 800 milles nautiques (7 000 km) à une vitesse de 18 nœuds (33 km/h).
Leur batterie principale était composée de six canons de 120 millimètres dans trois tourelles jumelées, une à l'avant et à l'arrière de la superstructure et la troisième au milieu du navire. La défense antiaérienne (AA) des navires de la classe Navigatori était assurée par une paire de canons AA de 40 millimètres dans des supports simples situés à l'avant de la cheminée et une paire de supports jumelés pour des mitrailleuses de 13,2 millimètres. Ils étaient équipés de six tubes lance-torpilles de 533 millimètres dans deux supports triples au milieu du navire. Le Navigatori pouvait transporter de 86 à 104 mines.
Les navires étaient rapides, mais manquaient de stabilité et ont été reconstruits avec des étraves en forme de clipper, une largeur accrue et une superstructure réduite à la fin des années 1930.
Pendant la guerre, les tubes lance-torpilles ont été remplacées par des tubes triples de 533 mm et des canons anti-aériens supplémentaires ont été ajoutés.

## Construction et mise en service
Le Luca Tarigo est construit par le chantier naval Ansaldo à Sestri Ponente dans la province de Gênes en Italie, et mis sur cale le 30 août 1927. Il est lancé le 9 décembre 1928 et est achevé et mis en service le 16 novembre 1929. Il est commissionné le même jour dans la Regia Marina.

## Histoire du service

### Nom et devise
Le Tarigo a été nommé d'après le navigateur génois Luca Tarigo qui a vécu au 14e siècle. On sait peu de choses de sa vie, si ce n'est qu'il était audacieux, sans scrupules et qu'il a même pratiqué la piraterie. De la mer d'Azov, il remonte le Don, puis, transportant le navire par voie terrestre, il atteint la Volga, qu'il suit jusqu'à la mer Caspienne.
La devise du navire, A voga arrancata, a spada tratta (Ramer dur, se balancer dur), est un vers de la Canzone del Sangue de Gabriele D'Annunzio (extrait de Merope, 1912).

### Les années 30
Le Tarigo est la première unité de la classe à entrer en service, en novembre 1929. Les premiers mois d'exercices en pleine mer ont mis en évidence les défauts de stabilité qui caractérisaient la conception originale de ces unités. Pour cette raison, également en prévision de l'utilisation de ces croiseurs éclaireurs en soutien de la croisière aérienne transatlantique Italie-Brésil des hydravions d'Italo Balbo, le Tarigo retourne au chantier naval pour être soumis au premier cycle de grands travaux d'allègement et de réduction des superstructures, qui implique également le remplacement du gouvernail et des tubes lance-torpilles.
Il sort en octobre 1930 et en décembre, il part avec ses navires-jumeaux (sister ships) pour la longue croisière atlantique. Il part le 1er décembre 1930 et le Tarigo revient de cette mission le 18 mars 1931, lorsqu'il retourne à Gaeta,.
Au retour de cette mission, le Tarigo mène les activités normales du groupe de croiseurs éclaireurs auquel il appartient et, le 8 décembre 1931, il reçoit le pavillon de combat à Gênes.
De 1937 à 1938, pendant la guerre civile espagnole, l'unité effectue des missions d'escorte et de transport de troupes italiennes à destination de l'Espagne pour soutenir l'armée franquiste pendant la guerre civile d'Espagne. Parmi les ports touchés pendant cette période figurent Cadix, Tanger, Ceuta et Malaga. Pendant l'année 1938, il est stationné à Palma de Majorque.
En 1938, il est rétrogradé en destroyer, rejoignant le XIVe Escadron de destroyers. En 1939, il est stationné à Tanger avec une zone d'opérations dans le détroit de Gibraltar. En novembre 1939, le capitaine de frégate (capitano di fregata) Pietro de Cristofaro prend le commandement de l'unité, qui restera aux commandes du navire jusqu'à sa perte. En décembre de la même année (après quelques mois passés dans la mer Tyrrhénienne), il est transféré à Rhodes et affecté au XVIe escadron du commandement des forces navales de la mer Égée, où il reste jusqu'en avril 1940.
De retour à La Spezia, il est mis en réserve et envoyé au chantier O.T.O. de Livourne, où il est soumis, comme presque tous ses navires-jumeaux, au deuxième cycle de travaux (agrandissement de la coque et modification de la proue), qui commence le 6 mai et ne se termine que lorsque la guerre a déjà commencé, le 10 août 1940.

### La Seconde Guerre mondiale
De retour en service, le Tarigo est affecté au XIVe escadrille de destroyers, initialement basée à Tarente, puis à Trapani et à Palerme. Ses fonctions consistent principalement à escorter des convois rapides de troupes sur la route Naples-Palerme-Tripoli, ainsi qu'à poser des mines.
Dans la nuit du 7 au 8 octobre 1940, le Tarigo, ainsi que ses navires-jumeaux Vivaldi et da Noli, posent un champ de mines au large du Cap Bon. Sur ces mines, coulera plus tard le destroyer britannique HMS Hyperion (H97).
Vers huit heures du matin du 12 octobre, il appareille de Messine avec les deux unités de section et les croiseurs de la IIIe division  (Trento, Trieste, Bolzano) pour secourir les unités impliquées dans la Bataille du cap Passero. Lorsqu'il est constaté que les navires survivants n'ont pas besoin d'être secourus, les unités quittent Messine pour rechercher les unités britanniques, les cherchant jusqu'après midi sans les trouver.
Dans la nuit du 7 au 8 janvier 1941, avec ses navires-jumeaux Vivaldi, da Noli et Malocello et les torpilleurs Vega et Sagittario, il pose les champs de mines "X 2" et "X 3" (180 mines chacun) au large du Cap Bon..
Le 22 janvier, avec les Vivaldi, da Noli et Malocello, il prend le relais des destroyers Freccia et Saetta pour escorter, sur la route Naples-Trapani, les transports de troupes Marco Polo, Conte Rosso, Esperia et Victoria. Le convoi atteint Tripoli sans encombre le 24, malgré une attaque du sous-marin HMS Unique (N95) contre le Esperia, qui n'est même pas remarquée.
Du 5 au 7 février, il escorte de Naples à Tripoli, avec les destroyers Freccia et Saetta (rejoints ensuite, le 6, par le croiseur léger Bande Nere) un convoi formé par les transports Marco Polo, Conte Rosso, Esperia et Calitea. Il escorte également les navires sur le chemin du retour, du 9 au 11 février.
Du 3 au 6 mars, il escorte de Naples à Tripoli, avec le destroyer Freccia et le torpilleur Castore, un convoi de ravitaillement pour le Deutsches Afrikakorps (navires à vapeur Arta, Adana, Aegina, Sabaudia).
Le 1er avril, il navigue de Naples à Tripoli, escortant - avec les destroyers Euro et Baleno et les torpilleurs Polluce et Partenope - un convoi composé des transports de troupes Esperia, Conte Rosso, Marco Polo et Victoria. Les navires atteignent leur destination le lendemain.

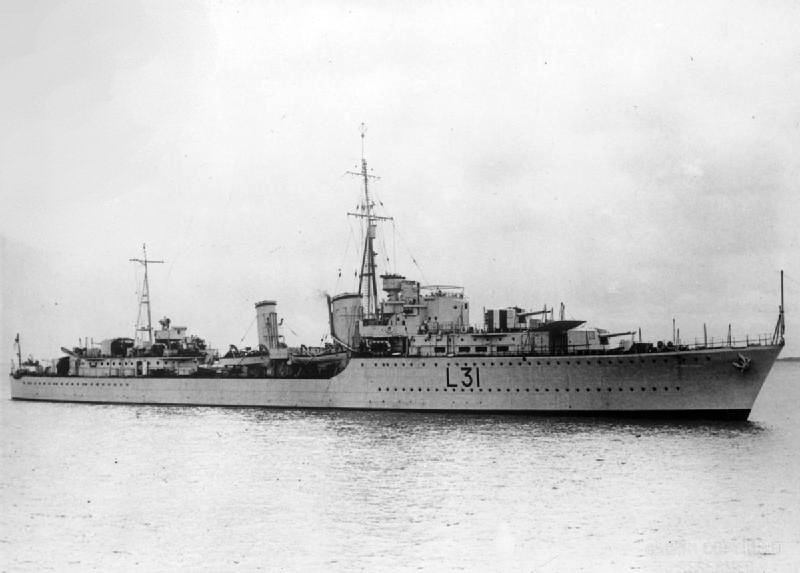
Le destroyer britannique Mohawk, coulé par le Tarigo lors du combat qui l'a mené à sa perte.

Le 13 avril, dans la soirée, il appareille de Naples pour Tripoli sous le commandement du capitaine de frégate (capitano di fregata) Pietro De Cristofaro (né à Naples le 1er septembre 1900) en tant que chef d'escorte du convoi "Tarigo", formé par les vapeurs Arta, Adana, Aegina, Iserlohn et Sabaudia, chargés de munitions, de carburant, de véhicules, de chars, de troupes et d'équipement pour l'Afrika Korps et escortés, en plus du Tarigo, par les plus petits destroyers Lampo et Baleno,,,. Dans la nuit du 14 au 15, le convoi est dispersé par le mauvais temps. Reconstitué, il est ensuite repéré par des avions de reconnaissance britanniques,. A 2h20 le 16 avril, lorsqu'il atteint les hauts-fonds de Kerkennah (côte tunisienne), le convoi est attaqué par surprise par les destroyers HMS Jervis (F00), HMS Janus (F53), HMS Nubian (F36) et HMS Mohawk (F31). Dans le violent affrontement qui suivit, ils coulent le Sabaudia, le Aegina et le Iserlohn. Le Arta, le Adana, le Lampo et le Baleno, réduits à l'état d'épaves flottantes, finissent par s'échouer sur les hauts-fonds,,,. Étant à la tête du convoi, tandis que les navires britanniques attaquent par l'arrière, le Tarigo est la dernière unité à être attaquée. Il fait demi-tour et part à la contre-attaque maintenant seul contre les quatre destroyers ennemis,,. Alors qu'il manœuvre pour contre-attaquer, le navire est touché sous le pont: l'appareil à gouverner et la transmission des ordres sont détruits, le commandant De Cristofaro est mortellement blessé et mutilé d'une jambe, de nombreux autres hommes sont tués ou blessés.  L'appareil à gouverner arrière est actionné, et le Tarigo s'approche à quelques centaines de mètres des quatre navires britanniques. Dans le violent combat, le navire est frappé et incendié à plusieurs reprises, l'armement est mis hors d'usage, l'équipage massacré, les machines détruites (le chef des machines, le capitaine Luca Balsofiore, ingénieur naval, aveuglé par un tir, est porté sur le pont et meurt à côté de De Cristofaro après lui avoir dit que l'appareil moteur était inutilisable). Un groupe de survivants, dirigé par le sous-lieutenant de vaisseau (sottotenente di vascello) Ettore Besagno, atteint le seul complexe de tubes lance-torpilles encore en état de marche,,,. Le chef des torpilleurs Adriano Marchetti (disparu en mer par la suite) vise et lance trois torpilles: deux touchent le destroyer HMS Mohawk, qui, avec 43 morts à bord et irrémédiablement endommagé, doit se saborder lui-même,,,. Une fois la bataille terminée, le commandant De Cristofaro ordonne aux survivants d'essayer d'éteindre les incendies, mais peu après, alors que le navire fait des embardées, il donne l'ordre d'abandonner le navire et meurt,,. Le Tarigo coulé à 3 heures du matin le 16 avril, à 500 mètres au sud de la bouée n° 3 dans les hauts-fonds de Kerkennah,.
Dans le combat et dans le naufrage suivant sont morts ou disparus le commandant De Cristofaro, d'autres 7 officiers (parmi les officiers du Tarigo il y a seulement 3 survivants sur 11) et presque tout l'équipage, laissant seulement 36 survivants. A la mémoire du commandant De Cristofaro et du capitaine du génie Balsofiore est décernée la médaille d'or de la valeur militaire,
Pendant le conflit, le Tarigo avait effectué 30 missions de guerre pour un total d'environ 18 000 milles nautiques (33 340 km) de navigation.

### Epave
En 1950-1951, l'épave du navire est localisée à faible profondeur par la société "MICOPERI" (Minio Contivecchi Recuperi) et partiellement démantelée pour récupérer les métaux précieux.

### Commandement
Commandants
- Capitaine de frégate (Capitano di fregata) Pietro De Cristofaro (né à Naples le 1er septembre 1900) (+) (1er novembre 1939 - 16 avril 1941)